# 范文興
范文興（1921年1月27日—2006年2月28日），聖名伯多祿，天主教景縣教區第二任正權主教，獲教廷和北京政府承認。
生於河北省景縣東朱家河，1935年入小修院，1941年入大修院，1948年5月30日，由天主教易縣教區王振之主教在王駙馬聖堂晉鐸。隨後在北京輔仁大學深造。1950年，奉景縣教區凌安瀾主教之命返回景縣總堂，任代理主教。1966年文革開始，到塘沽鹽場勞動。1979年返回景縣城關醫院工作。 
1980年恢復在教區的牧民服務，1981年被祝聖為主教。晉牧後恢復了女修會，並成立備修院，先後祝聖了十多位神父。1999年因體弱退休。2002年由於脑溢血一直昏迷。